# Taiwanische Badmintonmeisterschaft
Taiwanische Badmintonmeisterschaften werden seit der Saison 1955/1956 ausgetragen. In der Anfangszeit der Titelkämpfe waren diese offen, das heißt, es konnten auch Sportler anderer Staaten an den Meisterschaften teilnehmen. Im neuen Jahrtausend werden die Titelträger mittlerweile im Rahmen einer Turnierserie ermittelt.

## Titelträger
| Saison    | Herreneinzel              | Dameneinzel               | Herrendoppel                                 | Damendoppel                                | Mixed                                               |
| --------- | ------------------------- | ------------------------- | -------------------------------------------- | ------------------------------------------ | --------------------------------------------------- |
| 1955/1956 | Kao Wei Pong              | Bonnie Y. C. Liu          | Kao Wei Pong Wang Chi Chet                   | Bonnie Y. C. Liu K. C. Wu                  | Wang Chi Chet Chen Lum Mei                          |
| 1956/1957 | Dung Shieng Hop           | Chai Chuen Chi            | Liang Ching Yu Tseng Chi Chuen               | Bonnie Y. C. Liu Pang Cheow Wen            | Kao Wei Pong Bonnie Y. C. Liu                       |
| 1957/1958 | Liang Ching Yu            | Wang Pao Yue              | Kuo Haw Kuan Wang Chi Chet                   | Juke Pao Yuet Lin Shao Chuen               | Kao Wei Pong Liu Houng Chi                          |
| 1958/1959 | Kuo Haw Kuan              | Wang Pao Yue              | Lee Fu Yen Ma Yuk Ping                       | Wang Pao Yue Wang Pao Shao                 | Lee Fu Yen Liu Houng Chi                            |
| 1959/1960 | George Ma                 | Chai Chuen Chi            | Liang Ching Yu Chiang Chai Yuen              | nicht ausgetragen                          | Kuo Haw Kuan Juke Pao Yuet                          |
| 1960/1961 | Wong Jun Luen             | Chai Chuen Chi            | Lo Man Fei Wong Jun Luen                     | Li Ling Fun Chai Chuen Chi                 | Lo Man Fei Li Ling Fun                              |
| 1961/1962 | Ho Wan Ming               | Chai Chuen Chi            | Lo Man Fei Wong Jun Luen                     | Li Ling Fun Chai Chuen Chi                 | Lo Man Fei Li Ling Fun                              |
| 1962/1963 | Lo Man Fei                | Chai Chuen Chi            | Lo Man Fei Wong Jun Luen                     | Li Ling Fun Chai Chuen Chi                 | Wong Jun Luen Li Ling Fun                           |
| 1963/1964 | Sangob Rattanusorn        | Chai Chuen Chi            | Sangob Rattanusorn Sanguan Anandhanonda      | Li Ling Fun Chai Chuen Chi                 | Ho Wan Ming Chien Jui Chu                           |
| 1964/1965 | Ho Wan Ming               | Marilyn Chiang            | Ho Wan Ming Wong Jun Luen                    | Marilyn Chiang S. W. Chiang                | L. Y. Hsu Marilyn Chiang                            |
| 1965/1966 | Ho Wan Ming               | Chai Chuen Chi            | Ho Wan Ming Lo Man Fei                       | Li Ling Fun Chai Chuen Chi                 | Lim King Che Sun Ying                               |
| 1966/1967 | Lim King Che              | Chai Chuen Chi            | Lim King Che Wong Liang Lin                  | Chen Ching Kiang Chen Fong Tze             | Chao Tsung Fu Chien Jui Chu                         |
| 1967/1968 | Lim King Che              | Hiroe Yuki                | Kenji Suzuki Issei Nichino                   | Hiroe Yuki Mitsue Kondo                    | Kenji Suzuki Hiroe Yuki                             |
| 1968/1969 | Wong Liang Lin            | Yu Yuk Geor               | Daniel So Conrado Co                         | Chai Chuen Chi Sun Ying                    | Chao Tsung Fu Chien Jui Chu                         |
| 1969/1970 | Wong Liang Lin            | Sun Ying                  | Daniel So Conrado Co                         | Yu Yuk Geor Li Luk Mee                     | Lim King Che Sun Ying                               |
| 1970/1971 | Masao Akiyama             | Noriko Takagi             | Masao Akiyama Yasuyuki Kubota                | Noriko Takagi Hiroe Amano                  | Ho Wan-ming Li Luk Mee                              |
| 1971/1972 | 林宗平 (Lin Tsung-ping)   | Yu Yuk Geor               | Lim King-Che 林宗平 (Lin Tsung-ping)         | Yu Yuk Geor Lim Shour                      | Lim King-che Sun Ying                               |
| 1972/1973 | Liao Kun-fu               | Yu Yuk Geor               | Cheng Chun-yen 廖灩村 (Liao Yen-tsun)        | Yu Yuk Geor Lim Shour                      | nicht ausgetragen                                   |
| 1973/1974 | Cheng Chun-yen            | Yu Yuk Geor               | Chung Tsung-lieh Liao Kun-fu                 | Yu Yuk Geor Lim Shour                      | Cheng Chun-yen Yu Yuk Geor                          |
| 1974/1975 | Liao Kun-fu               | Yu Yuk Geor               | Ong Juang-kun Liao Kun-fu                    | Yu Yuk Geor Chen Yuk-jen                   | Hour Shiag-jer Yu Yuk Geor                          |
| 1975/1976 | Liao Kun-fu               | Lim Shour                 | Chung Tsung-lieh Liao Kun-fu                 | Yu Yuk Geor Lim Shour                      | Lim King-che Yu Yuk Geor                            |
| 1976/1977 | Chi Shyh-ching            | Lim Shour                 | Cheng Chun-yen Chen Huo-chuan                | Yu Yuk Geor Lim Shour                      | Liao Kun-fu Lim Shour                               |
| 1977/1978 | Liao Kun-fu               | Huang Shui-chi            | Chung Tsung-lieh Liao Kun-fu                 | 陳麗嬌 (Chen Li-chiao) 陳麗玉 (Chen Li-yu) | 莊菊香 (Chuang Chu-hsiang) 李政憲 (Lee Cheng-hsien) |
| 1978/1979 | Liao Kun-fu               | Liu Hsiu-ying             | Chung Tsung-lieh Liao Kun-fu                 | Huang Shui-chi Lim Shour                   | Liu Hon-jai Chen Yuk-jen                            |
| 1979/1980 | Liao Kun-fu               | Liu Hsiu-ying             | Chung Tsung-lieh Liao Kun-fu                 | Chen Yuk-jen Huang Shui-chi                | Liu Hon-jai Chen Yuk-jen                            |
| 1980/1981 | Dhany Sartika             | Kim Yun-ja                | Razif Sidek Ong Beng Teong                   | Kim Yun-ja Kam Myung-suk                   | nicht ausgetragen                                   |
| 1981/1982 | 鍾佳珍 (Chung Chia-chen)  | Chen Yuk-jen              | Cheng Chun-da 程文得 (Cheng Wen-te)          | Lim Shour Huang Shui-chi                   | 程嘉彥 (Cheng Chia-yen) 陳麗嬌 (Chen Li-chiao)      |
| 1982/1983 | Chi Shyh-ching            | Liu Hsiu-ying             | Chung Tsung-lieh Liao Kun-fu                 | Sherry Liu Kang Chia-yi                    | Siao Chien-tsai Sun Tsai-ching                      |
| 1983/1984 | Liu Hon-jai               | Lin Hui-hsu               | Ger Shin-ming Hwang Chien-tung               | Sun Tsai-ching Kang Chia-yi                | nicht ausgetragen                                   |
| 1984/1985 | Gan Rong-yih              | Lin Hui-hsu               | Lin Chian-chow Wang Hsui-lung                | Liu Hsiu-ying Chen Yuk-jen                 | nicht ausgetragen                                   |
| 1985/1986 | 陳能彪 (Chen Neng-piao)   | Lee Chien-mei             | 林佳葳 (Lin Chia-wei) 高圳智 (Kao Chou-chih) | Lee Chien-mei Kang Chia-yi                 | nicht ausgetragen                                   |
| 1986/1987 | Chang Wen-sung            | Feng Mei-ying             | 林佳葳 (Lin Chia-wei) Wang Hsui-lung         | Lee Chien-mei Feng Mei-ying                | Chen Huo-chuan Huang Shui-chi                       |
| 1987/1988 | 陳功 (Chen Kung)          | Feng Mei-ying             | Yang Shih-jeng 李仁淵 (Lee Jen-yuan)         | Lin Hui-hsu Feng Mei-ying                  | 陳功 (Chen Kung) Kang Chia-yi                       |
| 1988/1989 | Liu En-hung               | Feng Mei-ying             | Ger Shin-ming Liao Wei-chieh                 | Lee Chien-mei Kang Chia-yi                 | nicht ausgetragen                                   |
| 1989/1990 | Liu En-hung               | Chen Hsiao-li             | Ger Shin-ming Yang Shih-jeng                 | Lin Hui-hsu Kang Chia-yi                   | Lin Chian-chow Kang Chia-yi                         |
| 1990/1991 | Lee Mou-chou              | Chen Hsiao-li             | Ger Shin-ming Yang Shih-jeng                 | Sun Tsai-ching Lee Chien-mei               | Horng Shin-jeng Lee Chien-mei                       |
| 1991/1992 | Lee Mou-chou              | Chen Hsiao-li             | Ger Shin-ming Yang Shih-jeng                 | Lin Hui-hsu Lee Yi-hsia                    | Horng Shin-jeng Lee Chien-mei                       |
| 1992/1993 | Lee Mou-chou              | Hsui Yu-lin               | Horng Shin-jeng Huang Chuan-chen             | Hsui Yu-lin Jaw Hua-ching                  | Huang Chuan-chen Chen Hsiao-li                      |
| 1993/1994 | Liu En-hung               | Chen Hsiao-li             | Liao Kuo-mao Lin Liang-chun                  | Lee Suh-ling Ko Hsin-lin                   | 熊岳萍 (Hsiung Yueh-ping) Cheng Chun-da             |
| 1994/1995 | Ting Chih-chen            | Chan Ya-lin               | Lee Sung-yuan Wei Chun-yi                    | Lee Suh-ling Ko Hsin-lin                   | Feng Hung-yun Chan Ya-lin                           |
| 1995/1996 | Liu En-hung               | Chan Ya-lin               | Yang Shih-jeng Lee Sung-yuan                 | Jeng Shwu-zen Chan Ya-lin                  | Juang Jinn-der Ko Hsin-lin                          |
| 1996/1997 | Liu En-hung               | Huang Chia-chi            | Lin Liang-chun Lee Wei-jen                   | Tsai Hui-min Chen Li-chin                  | Feng Hung-yun Lee Ming-hwa                          |
| 1997/1998 | Liu En-hung               | Chan Ya-lin               | Huang Shih-chung Chien Yu-hsun               | Tsai Hui-min Chen Li-chin                  | Lian Jian-sheng Chen Wan-ju                         |
| 1998/1999 | Fung Permadi              | Huang Chia-chi            | Lin Wei-hsiang Lee Sung-yuan                 | Tsai Hui-min Chen Li-chin                  | Lin Wei-hsiang Lee Shwu-jiuan                       |
| 1999/2000 | Lee Mou-chou              | Huang Chia-chi            | Chien Yu-hsun Huang Shih-chung               | Tsai Hui-min Chen Li-chin                  | Liu En-hung Cheng Wen-hsing                         |
| 2000/2001 | Fung Permadi              | Chan Ya-lin               | Chien Yu-hsun Huang Shih-chung               | Tsai Hui-min Chen Li-chin                  | Yang Chia-hao Kung Ya-tzu                           |
| 2002 2025 | Ermittlung über Rangliste | Ermittlung über Rangliste | Ermittlung über Rangliste                    | Ermittlung über Rangliste                  | Ermittlung über Rangliste                           |